# Os Contos de Hoffmann (filme)
The Tales of Hoffmann (bra/prt: Os Contos de Hoffmann) é um filme britânico de 1951, do gênero fantasia musical, dirigido por Michael Powell e Emeric Pressburger e estrelado por Moira Shearer e Léonide Massine.
O filme é a transposição para o cinema da ópera Les contes d'Hoffmann, de Jacques Offenbach e Jules Barbier (libreto), que estreou em Paris em 1881. A música de Offenbach é executada pela Royal Philharmonic Orchestra, sob a batuta do maestro Thomas Beecham.

## Sinopse
O futuro escritor E. T. A. Hoffmann, ainda um estudante universitário, não tem sorte nos domínios do coração: em flashbacks, conta-se a história de seus amores com Olympia, Giulietta e Antonia, todos fracassados devido a circunstâncias além de seu controle. Ele descobre, por exemplo, que Olympia não passa de uma enorme boneca mecânica...

## Premiações
| Patrocinador                                  | Prêmio                                         | Categoria                              | Situação                    |
| --------------------------------------------- | ---------------------------------------------- | -------------------------------------- | --------------------------- |
| Academia de Artes e Ciências Cinematográficas | Oscar                                          | Melhor Direção de Arte Melhor Figurino | Indicado                    |
| Festival de Berlim                            | Urso de Prata                                  | Melhor Musical                         | Vencedor[carece de fontes?] |
| Festival de Cannes                            | Palma de Ouro Prêmio Especial (pela adaptação) | Melhor Filme                           | Selecionado Vencedor        |

## Elenco
| Ator/Atriz         | Personagem                                        |
| ------------------ | ------------------------------------------------- |
| Moira Shearer      | Stella / Olympia                                  |
| Léonide Massine    | Spalanzani / Schlemil / Franz                     |
| Robert Helpmann    | Lindorf / Coppelius / Dapertutto / Doutor Miracle |
| Robert Rounseville | Hoffmann                                          |
| Ludmilla Tchérina  | Giulietta                                         |
| Ann Ayars          | Antonia                                           |
| Pamela Brown       | Nicklaus                                          |
| Frederick Ashton   | Kleinsach / Cochenille                            |
| Mogens Wieth       | Crespel                                           |